# Фредерік Джад Вог
Фредерік Джад Вог (англ. Frederick Judd Waugh 13 вересня, 1861, Нью-Джерсі — 10 вересня, 1940) — художник-мариніст зі Сполучених Штатів, також майстер квіткових натюрмортів. Прізвище художника іноді перекладають як Во.

## Життєпис
Народився на Нью-Джерсі. Походить з родини художників. Мати, Мері Еліза Янг Вог, була художницею мініатюр, батько, Семюел Вог, був художником-портретистом.

## Паризький період
Художні навички отримав в майстерні батька, а потім три роки навчався у Пенсільванській академії образотворчих мистецтв.
Після академії відбув у Париж, де навчався в академії Жульєна, його керівники там Тоні Робер-Флері та Вільям Бугро. 1883 року його перша картина була прийнята на виставку у Паризький салон.

## Смерть батька і праця у США
1885 року помер батько і Фредерік Джад вимушено повертається у Сполучені Штати. Сім років молодий художник мешкав і працював на батьківщині, створював портрети і працював по замовленнях.

## Британський період
1892 року він повернувся у Західну Європу і відвідав Париж. 1893 року Фредерік Джад при відвідинах узбережжя Ла-Манш зацікавився морськими краєвидами, почав вивчати і малювати скелі, каміння і морські води. 1895 року він оселився в південно-західній Британії на півострові Корнуол, де створив власну студію в малому містечку Сен Айвз. Він створив низку морських краєвидів з диким узбережжям, скелями і могутніми хвилями (без човнів чи вітрильників, котрими так намагались привернути покупців другорядні художники), чим привабив увагу художніх критиків і прихильників живопису.
Окрім диких морських краєвидів, він працював ілюстратором книг і для низки британських газет і журналів. Перебування у Британії розтяглося на дванадцять років.

## Останні роки у США
1907 року Фредерік Джад повернувся до Сполучених Штатів і згодом оселився в місті Принстон, штат Массачусетс. Брав участь у низці Міжнародних виставок Карнегі в місті Піттсбург. Він відрізнявся помітною продуктивністю і створював до десяти картин за місяць з дещо монотонними морськими краєвидами. Довгий час не мав постійної студії. Бізнесмен і залізничний магнат Вільям Еванс запропонував йому студію в обмін на одну авторську картину за один рік.
Дружина художника вирощувала квіти. Фредерік Джад зацікавився квітами і створив низку квіткових натюрмортів, котрі стануть несподіваною сторінкою його творчості у порівнянні з попередніми творами. Квіткові натюрморти художника несподівані за подачею, декоративні і реалістичні— на тлі руйнівних і авангардних тенденцій живопису Сполучених Штатів перших десятиліть 20 ст.
1914 року його обрали в художнє журі виставки на острові Монхеган. В роки Першої світової війни він працював у команді художника Еверета Ворнера, що розробляла та наносила захисний камуфляж на американські військові та торгові кораблі.
Художник помер в 1940 році у віці 78 років і був похований на східному узбережжі США біля моря.

## Вибрані твори
- «Швейцарські Альпи», 1887
- «Приплив на острові Монхеган»
- «Вздовж берега»
- «Море наприкінці дня»
- «Узбережжя Грет Менен»
- «Морське узбережжя»
- «В зеленому гаю»

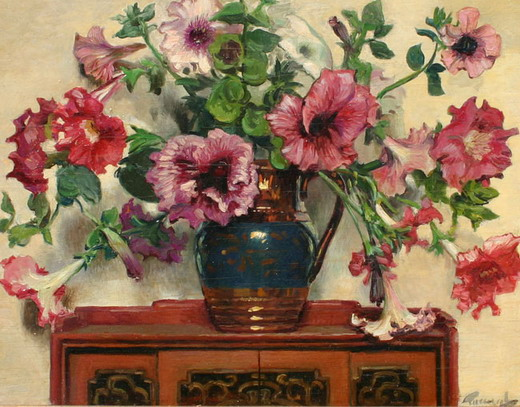
«Квітковий натюрморт»

- «Скелі на узбережжі острова Сарк», Музей і картинна галерея Гернсі
- «Велика хвиля», Бруклінський музей
- «Нове використання ромових пляшок», 1922, приватна збірка

## Галерея

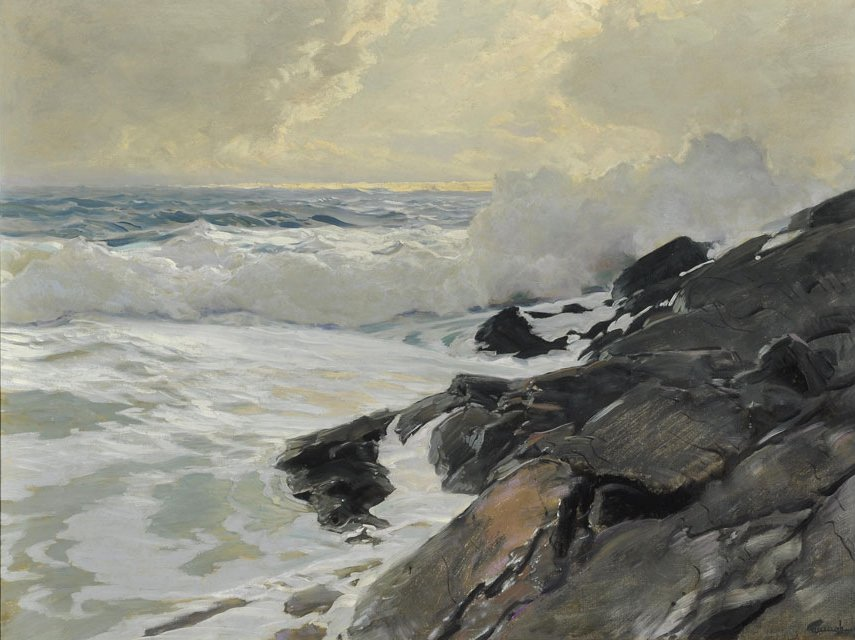
« Вздовж берега»
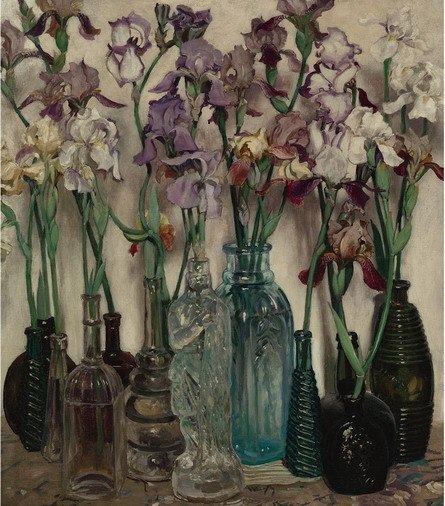
«Нове використання ромових пляшок», 1922 р., приватна збірка